# Tetraleurodes sulcistriatus
Tetraleurodes sulcistriatus là một loài côn trùng cánh nửa trong họ Aleyrodidae, phân họ Aleyrodinae.
Tetraleurodes sulcistriatus được Martin miêu tả khoa học đầu tiên năm 1999.